# 투명인간 (1933년 영화)
《투명 인간》(영어: The Invisible Man)은 미국에서 제작된 제임스 웨일 감독의 1933년 프리코드 SF 공포 영화이다. 1897년 H. G. 웰스의 동명 소설이 원작이며, 유니버설 픽처스가 제작하였다. 글로리아 스튜어트, 클로드 레인스 등이 출연하였고, 칼 렘리 주니어 등이 제작에 참여하였다.

## 출연진
- 글로리아 스튜어트
- 클로드 레인스
- 윌리엄 해리건
- 헨리 트래버스
- 우나 오코너
- 포러스터 하비
- 더들리 디그스
- E. E. 클라이브
- 드와이트 프라이
- 멀 토트넘

## 기타 제작진
- 미술: 찰스 D. 홀